# Федеральний адміністративний суд Швейцарії
Федеральний адміністративний суд Швейцарії (нім. Bundesverwaltungsgericht, фр. Tribunal administratif fédéral, італ. Tribunale amministrativo federale, ромш. Tribunal administrative federal) — федеральний суд першої інстанції, який належить до системи судочинства Швейцарської Конфедерації. Це орган, до якого можна подавати апеляції на рішення федерального уряду Швейцарії. Також, у деяких випадках, він може розглядати справи щодо рішень урядів кантонів. Рішення цього суду, в свою чергу, апелюються до Федерального суду Швейцарії, який є найвищим судом в країні. Дві третини справ, які розглядає Федеральний адміністративний суд, стосуються права на притулок.
Штаб-квартира Федерального адміністративного суду розташовується в місті Санкт-Галлен, столиці однойменного кантону, куди він переїхав у 2012 році після завершення будівництва нової будівлі суду. Суд почав роботу 1 січня 2007 року, але до моменту переїзду розташовувався у столиці країни, місті Берн.
Суд розглядає близько 7500 справ на рік. В 2019 році там працювало близько 70 суддів та 440 осіб іншого персоналу (з них 240 - судові клерки).

## Мета
Федеральний адміністративний суд Швейцарії був створений у 2005 році в рамках реформи федерального судочинства (затвердженої референдумом, проведеним 12 березня 2000 року), і став на заміну 36 апеляційних комісій, які здійснювали судовий нагляд над різними департаментами федеральної адміністрації. До 2007 року Федеральна рада Швейцарії, яка є найвищим виконавчим органом федерального уряду країни (по суті, є кабінетом міністрів), також слугувала останньою апеляційною інстанцією в окремих галузях адміністративного права. Федеральний адміністративний суд взяв на себе ці функції, забезпечивши те, що будь-яке рішення адміністрації могло би бути переглянуте в останній інстанції незалежним судовим органом.
Тією ж самою реформою було створено ще два суди: Федеральний кримінальний суд та Федеральний патентний суд.

## Організація
Федеральний адміністративний суд складається з шести відділів, у яких працюють близько 70 суддів. Кожен відділ займається своєю категорією справ:
- I: інфраструктура, захист персональних даних, податки, фінанси та кадрові питання
- II: економіка, освіта та конкуренція
- III: охорона здоров'я та соціальний захист
- IV: право притулку
- V: право притулку
- VI: іноземці, імміграція, натуралізація та питання громадянства

Рішення відділів IV та V є остаточними і не підлягають оскарженнь. Крім того, у цих відділах справи можуть розглядатися одним суддею замість колегії суддів. Рішення інших відділів можуть бути оскаржені у Федеральному суді Швейцарії.
Судді обираються на свої посади Федеральними зборами Швейцарії (парламентом) на 6-річні терміни, із можливістю одноразового повторного переобрання.
Основним органом управління суду є Пленум (загальні збори усіх суддів), який затверджує регламент роботи суду та щорічні звіти про його роботу, призначає суддів до відділів та обирає очільників відділів, висуває кандидатів на посади Президента суду і його заступника на розгляд комітету із судочинства Федеральних зборів Швейцарії. Адміністративна комісія, яка складається із Президента, його заступника та ще трьох суддів, займається вирішенням організаційних та адміністративних питань. Рада голів, яка складається із очільників кожного із шести відділів, займається координацією юридиспруденції.
Виконавчий секретаріат займається операційними питаннями, такими як кадри, коммунікація, системне адміністрування або бухгалтерія, і не втручається в юридичну діяльність суду.

## Керівництво
Федеральний адміністративний суд очолює президент і його заступник. На ці посади їх на дворічний термін призначають Федеральні збори Швейцарії.
Єдиний на сьогодні випадок, коли президент і заступник не завершили свої дворічні терміни, стався в 2021 році. Чинну президентку суду Маріанну Райтер було обрано суддею Федерального суду Швейцарії, тому на 2022 рік її заступника Віто Валенті призначили президентом замість неї, а новим заступником президента стала Кетрін Дітріх.
14 грудня 2022 року Федеральні збори обрали Віто Валенті президентом суду та Штефана Брайтенмозера його заступником на 2023-2024 роки.

### Список президентів та заступників
| Період повноважень | Президент      | Заступник           |
| ------------------ | -------------- | ------------------- |
| 2007—2008          | Хрістоф Бандлі | Філіп Вайсенбергер  |
| 2009—2010          | Хрістоф Бандлі | Маркус Метц         |
| 2011—2012          | Маркус Метц    | Міхаель Бойш        |
| 2013—2014          | Маркус Метц    | Жан-Люк Бехлер      |
| 2015—2016          | Жан-Люк Бехлер | Маріанна Ритер      |
| 2017—2018          | Жан-Люк Бехлер | Маріанна Ритер      |
| 2019—2020          | Маріанна Ритер | Віто Валенті        |
| 2021               | Маріанна Ритер | Віто Валенті        |
| 2022               | Віто Валенті   | Катрін Дітріх       |
| 2023—2024          | Віто Валенті   | Штефан Брайтенмозер |